# Bernhard Hilz
Bernhard Hilz (* um 1550 in Hengersberg; † 12. Juni 1619 in Niederaltaich) war ein Benediktiner und von 1593 bis 1619 Abt der Abtei Niederaltaich.
Nach dem plötzlichen Tod seines Vorgängers Quirin Grasenauer, der 1592 nur für acht Monate der Abtei vorgestanden hatte, wählte der Konvent Bernhard Hilz zu dessen Nachfolger. Hilz war 1570 als Mönch in Niederaltaich eingetreten, wo er seit 1575 von Abt Paulus Gmainer als Schaffner eingesetzt wurde. 1592 wurde er von Herzog Wilhelm V. als Administrator in das nachfolgend aufgehobene und in ein Jesuitenkolleg umgewandelte Kloster Ebersberg berufen, bereits 1593 aber zum Abt von Niederaltaich gewählt.
Schon vor seiner Abtswahl hatte Bernhard Hilz 1590 auf dem Rohrberg bei seinem Geburtsort Hengersberg aus seinem väterlichen Vermögen die spätere Pfarrkirche St. Michael erbauen lassen. 1597 ließ er das niedergebrannte Kloster Rinchnach wiederaufbauen. Eine erfolgreiche Wirtschaftsführung erlaubte dem Abt größere Summen für die Ausstattung von Abteikirche, Bibliothek und wissenschaftliche Sammlungen des Klosters zu stiften.
In Hengersberg, wo er 1612 ein Schulhaus erbaut hatte, ist die Bernhard-Hilz-Straße nach ihm benannt.